# Сеговці
Сеговці (словен. Segovci) — поселення в общині Апаче, Помурський регіон, Словенія. Висота над рівнем моря: 215,2 м.